# Пфрајмд
Пфрајмд (њем. Pfreimd) град је у њемачкој савезној држави Баварска. Једно је од 33 општинска средишта округа Швандорф. Према процјени из 2010. у граду је живјело 5.491 становника. Посједује регионалну шифру (AGS) 9376153.

## Географски и демографски подаци
Пфрајмд се налази у савезној држави Баварска у округу Швандорф. Град се налази на надморској висини од 372 метра. Површина општине износи 51,4 km². У самом граду је, према процјени из 2010. године, живјело 5.491 становника. Просјечна густина становништва износи 107 становника/km².